# OSx86
OSx86, поєднання абревіатури OS X та назви архітектури мікропроцесорів x86 — загальний хакерський проєкт з реалізації можливості роботи операційної системи Apple Mac OS X на комп'ютерах з процесорами x86-архітектури. Проєкт стартував після Світової конфереції розробників (англ. Worldwide Developers Conference) в червні 2005, де було повідомлено про плани Apple застосовувати на своїх комп'ютерах замість процесорів PowerPC процесори Intel. Комп'ютери з цією операційною системою часом називають «Хакінтоші» (англ. Hackintoshes).

## Історія злому Mac OS X

### Mac OS X 10.4 - 10.4.4
6 червня 2005 компанія Apple оголошує про платний доступ до свого пакета Developer Transistion Kit, що представляє пререлізну версію Mac OS X 10.4 здатну запускатися на x86 апаратному забезпеченні при верифікації TPM. Хакер MAXXUSS успішно застосував злом ядра і низки компонентів для запуску пререлізних збірок Mac OS X. Після цього розповсюдилась перша «хак» - збірка Mac OS X 10.4.1. 10 січня 2006 компанія Apple випустила першу версію операційної системи Mac OS X 10.4.4 для першого покоління комп'ютерів Apple на базі процесорів Intel - iMac і MacBook Pro. У ПЗП цих машин замість звичайного BIOS встановлювалися прошивки Extensible Firmware Interface (EFI). 14 лютого 2006 в мережі Інтернет з'явився перший «хак» Mac OS X v10.4.4. Через кілька годин, Apple випустила оновлення 10.4.5, яке також було пропатчене тим же автором вже через декілька тижнів. 3 квітня 2006 вийшло оновлення 10.4.6 і знову через два тижні з'явилися патчі цього оновлення - користувачі комп'ютерів x86 могли оновитися до останньої версії системи, хоча саме ядро не оновлювалося до 10.4.6. У червні того ж року хакери випустили пропатчені оновлення до версії 10.4.7.
Аж до випуску оновлення 10.4.8, хакери використовували ядро 10.4.4, у той час як інша частина системи оновлювалася до 10.4.8. Однак, оновлені частини системи покладалися на оновлене ядро, тому з виходом 10.4.8 у користувачів з'явилася низка проблем. Apple також зробила наголос на використання інструкцій процесора SSE3, що створило ще більше складнощів для користувачів, чиї процесори підтримували тільки SSE2 (наприклад, Pentium 4).

### Mac OS X Leopard (10.5)
Вже після появи збірки 9A466 Mac OS X Leopard, співтовариство мало версією цього випуску для не-Apple-машин. Хакер BrazilMac одним з перших пропрацював процес «патчінга», що дозволяє користувачам стороннього обладнання встановлювати законно отриману роздрібну версію OS X. Після цього з'явилося відразу кілька дистрибутивів OSx86,використовують цей патч. Чотири найбільш популярних з них - це JaS, Kalyway, iATKOS і iDeneb, хоча досить скоро ці дистрибутиви перейшли на набирає популярність спосіб Boot-132. Дистрибутиви стали регулярно розміщуватися в Інтернеті і регулярно оновлюватися, не стільки для збереження сумісності з випусками від Apple, скільки для включення все нових патчів для все більш ширшого кола апаратного забезпечення.

### Mac OS X Snow Leopard (10.6)
З появою перших збірок Mac OS X Snow Leopard, призначених для розробників ПЗ, члени спільноти OSx86 отримали можливість завантажувати нову версію операційної системи, використовуючи завантажувач, наданий хакером netkas. Пізніше вийшли друком кілька «Хакінтош» -сборок - Universal, Hazard, iAtkos і т. Д. З розвитком Chameleon і OSx86-спільноти в цілому установка ОС на ПК стала більш дружньою.

### Mac OS X Lion (10.7)
У лютому 2011 року вийшов перший випуск для розробників ПЗ Mac OS X Lion. За допомогою завантажувача XPC хакер netkas зміг запустити операційну систему на відмінному від Mac x86-сумісний ПК. Розробником usr-sse2 був придуманий спосіб установки Mac OS X 10.7 Developer Preview 1, використовуючи XPC Bootloader. Пізніше в світ вийшов Chameleon, здатний завантажувати нову операційну систему.

### OS X Mountain Lion (10.8)
Незабаром після випуску Developer Preview 1, невідомим розробникам вдалося встановити цю версію OS X на ПК, використовуючи вдосконалений завантажувач Chameleon. Модифікації завантажувача стали доступні в основному проекті Chameleon починаючи з версії r1997. [9]
Після офіційного випуску OS X Mountain Lion кілька користувачів повідомили про успішну установку за допомогою установника, придбаного в Mac App Store, спільно з оновленою версією Chameleon і іншими інструментами. Спочатку був випущений дистрибутив Niresh 10.8 (тільки для процесорів Intel), потім він був оновлений до версій 10.8.2 (з підтримкою процесорів AMD і Intel) і 10.8.5 (з підтримкою UEFI і процесорів AMD і Intel). Дистрибутив iAtkos ML2 був випущений після Niresh. [10] [11] [12] [13]

### OS X Mavericks (10.9)
Розробляється безліч нових ядер 10.9 для «Хакінтоша», хоча все ще існують незначні труднощі з більшістю з них. Більшість ядер призначені для запуску OS X Mavericks на процесорах AMD і старих процесорах Intel, тобто на процесорах, які не підтримують набори інструкцій найновіших процесорів Intel. Значні зусилля потрібні були для емуляції набору інструкцій SSE3, які відсутні на процесорах AMD K10 і старих Intel, таких як Intel Core Duo.Новітні процесори AMD, починаючи з Bulldozer, містять майже всі набори інструкцій, і отже, можуть бути випущені ядра з повною підтримкою SSE4. Через два місяці дистрибутив Niresh був випущений для Mavericks з підтримкою процесорів AMD і новітніх процесорів Intel. Він також містить спеціалізовані ядра, які дозволяють завантажити Mavericks на процесорах Intel Atom. Niresh це єдиний вільний дистрибутив випущений для Mavericks, оскільки iAtkos вирішили випустити свій дистрибутив Mavericks для певних апаратних конфігурацій за рахунок пожертвувань.

### OS X Yosemite (10.10)
Після першого випуску OS X Yosemite 10.10 BETA, безліч розробників взялися за доопрацювання різних завантажувачів для цієї системи. Команда форуму Insanelymac взялася за доопрацювання EFI завантажувач Chameleon для нового випуску OS X. Деякий час по тому незалежний розробник Niresh опублікував інструмент під назвою Yosemite Zone, який дозволяв встановлювати нову версію OS X автоматично з мінімальною участю користувача і підтримував різні можливості на комп'ютерах сторонніх виробників.Цей спосіб складався з роздачі по протоколу BitTorrent OS X 10.10 в форматі DMG і записи його на USB-накопичувач з монтажником MacPwn Vanilla Installation. Пізніше Unibeast був оновлений для підтримки дистрибутивів Yosemite і YosemiteZone, в т.ч. і на процесорах AMD. Також підтримується повністю ванільна установка Yosemite за допомогою Pandora Box Beta 2.0 від Insanelymac. При установці використовується якомога меншу кількість додаткових драйверів (англ. Kexts), тому даний спосіб високо оцінений досвідченими користувачами. [16] [17]

### macOS Monterey (12.x)

#### Beta 1
macOS Monterey beta 1 (для розробників) вийшла 7 червня 2021 року. Її без проблем міг запускати завантажувач OpenCore, а у Clover була проблема з перекресленим колом (це означає, що Ваш SMBIOS застарів і його не можна використовувати на  macOS). Але навіть, якщо у вас стояв SMBIOS, наприклад, iMacPro 1.1, Ви могли отримати перекреслене коло. Ще були проблеми з контролерами USB, WIBI і Bluetooth, які неадекватно працювали. У macOS 12 не було додано багато критичних змін. Відбулися зміни в інтерфейсі OS. Тому сенсу ставити її як основну операційну систему не було. Beta 1 була вкрай нестабільною. Деякі PC під час роботи різко вимикалися через баг у системі.

#### Beta 2

macOS Monterey Beta

macOS Monterey beta2 (для розробників) вийшла 29 червня 2021 року став працювати набагато швидше і стабільніше, але зависання, вильоти і відвали usb, wibi і bluetooth рідко але зустрічаються.

### Патч ядра XNU
Два програміста, в інтернеті відомі як Mifki і Semthex, випустили свої версії ядра, взявши за основу вихідний код проєкту XNU і написавши для нього патчі, що дозволяють запускати Mac OS X на не-Apple машинах. Однак ядра Mifki і Semthex були неоднакові - в той час, як ядро Mifki мало мінімальну кількість патчів, що дозволяло його запускати лише на комп'ютерах, конфігурація яких була близька до конфігурації оригінальних комп'ютерів Apple, то ядро Semthex було піддано великим модифікаціям, що дозволяло використовувати його з великою кількістю конфігурацій. Обидва ядра дозволяли запускати більшість оновлених фреймворків і розширень ядра, що дозволяло сконфігурувати звичайний PC, так щоб для системи він виглядав майже як звичайний Macintosh.
Mifki оновив своє ядро лише одного разу, в той час як Semthex став випускати регулярні оновлення, додавши в наступних версіях підтримку AMD, VMware і SSE2. Semthex також опублікував вихідний код патченного ядра на своїй вебсторінці. 24 грудня 2006, як подарунок співтовариству, він також опублікував останні патчі до ядра SSE3 як diff-файл відмінностей по відношенню до оригінальної гілці первинників XNU. Варто також звернути особливу увагу на його роботу спільно з Rufus по емуляції інструкцій SSE3 - це була перша опублікована повна емуляція SSE3, що існують до цього емуляції були істотно неповні, емулюючи лише 3 інструкції SSE3. Це досягнення дозволило повноцінно виконувати на процесорах SSE2 додатки, що вимагають SSE3, такі як iTunes 7 і більшість 3D-програм.

### Mac OS X 10.5 Leopard
Вже після появи білду 9A466 нової версії Mac OS X v10.5 (кодове ім'я Leopard), співтовариство мало в своєму розпорядженні версією цього релізу для не-Apple машин. Хакер BrazilMac одним з перших пропрацював процес патчінга, що дозволяє користувачам стороннього обладнання встановлювати легально отриману «роздрібну» версію Apple Mac OS X. Після цього з'явилося відразу кілька дистрибутивів Mac OSx86, що використовують цей патч; чотири найпопулярніших з них - це JaS, Kalyway, iATKOS і iDeneb, хоча досить скоро ці дистрибутиви перейшли на набираючий популярність метод Boot-132 (див. нижче). Дистрибутиви стали регулярно публікуватися в Інтернеті і регулярно оновлюватися, не стільки для збереження сумісності з релізами Apple, скільки для включення все нових патчів для все більш розширюється кола апаратного забезпечення.

### Емуляція EFI
Extensible Firmware Interface (EFI) - це специфікація, що визначає програмний інтерфейс між операційною системою і апаратним забезпеченням. Давно використовується в серверних материнських платах багатьох виробників, але в ноутбуках і десктопних материнських платах є практично тільки в продукції Apple.
На початку листопада 2007 року, група хакерів (очолювана хакером Netkas), використовуючи модифіковану гілку вихідних кодів boot-132 від David Elliot, розробила метод емуляції EFI , використовуючи особливим чином модифікований завантажувач Darwin. У практичному сенсі це означає, що стало можливо уявити звичайний ПК для Mac OS X таким чином, що Mac OS вважає машину звичайним Macintosh і ядро системи надійно і прозоро працює з «нерідним» апаратним забезпеченням без застосування модифікацій. На основі цього хака з'явилося відразу кілька робочих рішень. Детальний опис цього досягнення, разом з покроковим керівництвом з'явилося на сайті DigitMemo.com.
Емуляція EFI була вкрай затребуваним внеском у проєкт. До цього, користувачі могли використовувати Mac OS X на звичайних ПК, лише використовуючи пропатченних ядро, що обходить звернення до EFI. З використанням емуляції EFI, Хакінтоша зміг завантажувати «ванільні» (немодифіковані) ядра операційної системи, і використовувати оригінальні розширення. Це зробило систему сумісною з майбутніми оновленнями і, крім того, значно підвищило стабільність системи.
У середині 2008 року з'явився комерційний продукт EFi-X (модуль, що підключається до USB), що надає можливість завантажувати і встановлювати Leopard без будь-яких патчів.

### Boot-132
У середині 2008 року також з'явився новий метод установки, відомий як BOOT-132. Цей метод дозволив використовувати для установки звичайну, легально придбану версію Leopard, яка потребує зламаних інсталяцій, таких як JaS або Kalyway. Завантажувач Boot-132 готує для установки середовище, в якому Leopard може завантажуватися і працювати. Необхідні патчі (kext-файли) подаються для нього у вигляді img-файлу або просто складаються в папку. Перевага цього методу в тому, що можна завантажуватися і встановлюватися прямо з оригінального DVD і навіть оновлювати систему прямо з сайту Apple. Перевстановлення системи також не вимагає повторного застосування необхідних патчів.
Завантажувач працює як ядро Linux: він може використовувати mboot-сумісний завантажувач (зазвичай використовується патчений syslinux), який подає boot-dfe. Img-файл (користувачам Linux він відомий як RAM-диск або initrd), і boot-dfe використовує його для отримання kext / mkext-файлів.
Однак, це працює тільки на сумісних машинах, але останнім часом, з виходом ядра Voodoo, користувачі AMD також отримали можливість встановлюватися з оригінального DVD. Це вимагає розміщення патченного ядра на диску з Boot-132.

### Mac OS X 10.6 Snow Leopard
З появою перших білдів Mac OS X 10.6, призначених для розробників ПЗ, члени спільноти OSx86 отримали можливість завантажувати нову версію операційної системи, використовуючи завантажувач, наданий хакером netkas. Пізніше в світ вийшли кілька Хакінтоша-збірок - Universal, Hazard, iAtkos і т. д. З розвитком Chameleon'а і OSx86-спільноти в цілому установка ОС на ПК стала більш дружньою.

### Live DVD
У березні 2007 року співтовариство проєкту OSx86 досягло успіхів у створенні Live DVD, що дозволяє завантажити систему і працювати в ній, не встановлюючи її на комп'ютер. У той момент вдалося таким чином запустити Mac OS X 10.4.8.
2 січня 2009 LiveDVD-команда форуму InsanelyMac опублікувала новий метод, що дозволяє створювати LiveDVD для Mac OS X v10.5.x. Цей метод надійніший, оскільки він використовує можливості Netboot і Imageboot самої системи, і працює так, як ніби система запущена з мережевого диска. Крім того, цей метод простіший у втіленні, потрібно лише додати один сценарій до існуючої інсталяції. Цікаво, що цей метод був успішно випробуваний на звичайній Apple Mac машині.
У лютому 2011 року вийшов перший реліз для розробників ПЗ. За допомогою завантажувача XPC хакер netkas зміг запустити Mac OS X Lion на звичайному x86-сумісному комп'ютері. Девелопером під ніком «гик-sse2» був складений спосіб, за допомогою якого можливо було встановити DP1, використовуючи XPC Bootloader. Пізніше в світ вийшов Chameleon, здатний успішно завантажувати нову ОС.

### Переслідування з боку Apple
Угода з кінцевим користувачем (EULA) на Mac OS X забороняє установку системи на комп'ютери сторонніх виробників (англ. non Apple-labeled hardware).
Компанія Psystar протягом декількох місяців випускала комп'ютери під маркою «Open Computer» - клони Mac. 3 липня 2008 Apple подала позов проти Psystar Corporation за порушення Mac OS X EULA, крім інших порушень.
14 січня 2009 сайт Gadget Lab, що належить журналу Wired, опублікував відео-посібник з встановлення Mac OS X на ноутбук MSI Wind. Після скарги з боку Apple, відео було прибрано, хоча текст інструкції залишився на сайті, з попередженням про можливе порушення EULA.
13 листопада 2009 Apple отримала перемогу в судовому позові проти компанії Psystar. Федеральний суд США ухвалив, що виробник комп'ютерів-клонів порушує права Apple, коли продає ПК з попередньо встановленою системою Mac OS X.